# Amber Midthunder
Amber Midthunder (Shiprock, 26 aprile 1997) è un'attrice statunitense.
È conosciuta principalmente per aver interpretato Kerry Loudermilk nella serie televisiva Legion (2017-2019), Rosa Ortecho nella serie televisiva Roswell, New Mexico (2019-2022) e Naru nel film Prey (2022).

## Biografia
È nata nel Nuovo Messico il 26 aprile 1997 da padre attore e madre direttrice di casting.

## Vita privata
Amber Midthunder è fidanzata con l'attore River Thomas. In un'intervista ha rivelato di essere un'attivista per i diritti dell'ambiente.

## Carriera
Ha fatto la sua prima apparizione nel film Sunshine Cleaning. Successivamente ha recitato nel film Hell or High Water diretto da David Mackenzie, al fianco di Jeff Bridges. Nel 2016 ha partecipato al film Priceless e nell'anno successivo si è unita al cast della serie tv FX Legion, creata da Noah Hawley e con protagonista Dan Stevens per il ruolo ricorrente di Kerry Loudermilk. Nel 2021 ottiene il ruolo di Naru, la protagonista del film horror fantascientifico Prey (quinto capitolo cinematografico della serie del Predator, nonché prequel dei precedenti quattro film più due della serie crossover), diretto da Dan Trachtenberg e distribuito a partire dal 5 agosto 2022 sulla piattaforma streaming di video on demand Hulu.

## Filmografia

### Cinema
- Sunshine Cleaning, regia di Christine Jeffs (2008)
- Swing Vote - Un uomo da 300 milioni di voti (Swing Vote), regia di Joshua Michael Stern (2008)
- Spare Parts, regia di Joshua Davis (2015)
- Hell or High Water, regia di David Mackenzie (2016)
- Priceless, regia di Ben Smallbone (2016)
- 14 cameras, regia di Scott Hussion, Seth Fuller (2018)
- L'uomo dei ghiacci - The Ice Road (The Ice Road), regia di Jonathan Hensleigh (2021)
- Un uomo sopra la legge (The Marksman), regia di Robert Lorenz (2021)
- Prey, regia di Dan Trachtenberg (2022)
- Dream Scenario - Hai mai sognato quest'uomo? (Dream Scenario), regia di Kristoffer Borgli (2023)
- Rez Ball, regia di Sydney Freeland (2024)
- Opus - Venera la tua stella (Opus), regia di Mark Anthony Green (2025)
- Mr. Morfina (Novocaine), regia di Dan Berk e Robert Olsen (2025)

### Televisione
- The Originals - serie TV, 1 episodio (2016)
- Legion – serie TV, 27 episodi (2017-2019)
- Roswell, New Mexico – serie TV, 28 episodi (2019-2022)
- Avatar - La leggenda di Aang (Avatar: The Last Airbender) – serie TV, 3 episodi (2024)

## Doppiatrici italiane
Nelle versioni in italiano delle opere in cui ha recitato, Amber Midthunder è stata doppiata da:
- Emanuela Ionica in L'uomo dei ghiacci - The Ice Road, Prey, Opus - Venera la tua stella
- Luisa D'Aprile in Avatar - La leggenda di Aang, Mr. Morfina
- Perla Liberatori in Roswell, New Mexico
- Joy Saltarelli in Legion